# Johannes Meursius
Johannes Meursius (født 9. februar 1579, død 20. september 1639) var en hollandsk født filolog og historiker, der fra 1625 virkede i Danmark som lærer ved Sorø Akademi og kongelig historiograf.

## Opvækst og karriere i Holland
Meursius var født i Loosduinen ved Den Haag i Holland. Hans fader, Jacob Corneliszoon van Meurs, havde oprindelig været munk i Utrecht, men var senere blevet evangelisk præst og havde giftet sig. Sønnen udmærkede sig ved stor begavelse og tidlig modenhed. Kun seks år gammel fik han undervisning i latin af sin fader. Efter i fire år at have gået i skole i Den Haag kom han til Leiden, hvor han 1591 blev immatrikuleret ved universitetet, skønt han endnu gik i skole. Han var da også dengang kun 12 år gammel. I den ældre historie og antikviteter (oldsager) erhvervede han sig grundig indsigt, og da hans ven, Johannes Pontanus (siden dansk kongelig historiograf) 1597 udgav Ambrosius Theodosius Macrobius, ledsagede han værket med en tekstkritisk afhandling.
Inden Meursius endnu var 20 år, havde han udfoldet en forbavsende stor filologisk forfattervirksomhed. Imidlertid antog den berømte rådsherre Jan van Oldenbarnevelt ham til lærer for sine sønner, og i denne stilling tilbragte han 10 år, en større del af tiden ved fremmede højere læreanstalter. 1608 tog Meursius den juridiske doktorgrad i Orléans, og 1610 blev han professor i historie og siden tillige i græsk ved universitetet i Leiden. Året efter beskikkede de hollandske stater ham desuden til deres historieskriver. Med utrolig flid arbejdede han nu med den græske litteratur, så at han 1625 kunne sige, at han havde kommenteret og oversat så mange græske forfattere som alle Hollands øvrige lærde i 100 år. Men fra 1619, da hans beskytter Oldenbarnevelt på grund af de politiske og religiøse uroligheder i Holland var blevet henrettet på prins Morits' foranstaltning, og da hans ven Hugo Grotius med møje havde undgået døden, var Meursius' stilling blevet usikker og vel endog farefuld, især efter at hans tidligere elever, Oldenbarnevelts sønner, oprørte over den uretfærdighed, der var vist mod deres højt fortjente fader, havde forsøgt en sammensværgelse, der også havde bragt deres hoveder under bøddeløksen. Under disse forhold var det vistnok Meursius kært at få en kaldelse til Danmark.

## Virksomhed i Danmark
Den nærmeste anledning til, at Meursius kom til at tilbringe den sidste del af sit liv i Danmark, var, at han var kommet i forbindelse med den lærde Holger Rosenkrantz, hvis søn Gunde han havde undervist i Leiden. 1622 havde Holger Rosenkrantz på en rejse i Holland selv besøgt Meursius, der året efter tilegnede ham sin Pisistratus. Da Sorø Akademi var blevet oprettet 1623, har Rosenkrantz sikkert talt til sin ven kansler Christian Friis til Kragerup om, at det ville være en hæder og lykke for det nye akademi, om det kunne erhverve en så berømt videnskabsmand som Meursius. Nok er det, at der 15. juli 1624 udgik en kongelig kaldelse til ham om at overtage pladsen som professor i historie og statsvidenskab ved akademiet. Tillige blev posten som kongelig dansk historiograf ham tilbudt, vistnok af hensyn til, at han hidtil havde været hollandsk historiograf og, om end dette ikke havde været hans hovedhverv, dog som sådan havde udgivet Vilhelm af Oraniens historie i 1622.
Meursius erklærede sig vel villig til at modtage tilbuddet, men måtte dog bede om nogen udsættelse for at afvikle sine forhold i Leiden, hvad også blev ham indrømmet. Sagen var vel især den, at han først ville have et skrift fuldendt, som han havde under udarbejdelse, hans Athenæ Bataviæ, en beskrivelse af staden og universitetet Leiden, der udkom 1625, forsynet med en stor mængde kobberstik, særlig billeder af næsten alle Leidens lærde mænd. Skriftet er tilegnet ovennævnte Christian Friis og viser, at Meursius da allerede havde søgt at gøre sig bekendt med dansk historie og litteratur. Kort efter begav han sig på rejsen med sin familie. Over Odense, hvor Holger Rosenkrantz modtog ham og beholdt ham en måneds tid hos sig, nåede han i juni 1625 til Sorø.
Det var jo en stor forandring for Meursius at komme fra det blomstrende litterære liv i Leiden, hvor disciple fra mange lande havde flokkedes om hans lærestol, til det stille Sorø, hvor discipelkredsen var lille, og hvor der kun var få, der kunne skønne på hans lærdom. Imidlertid blev der fra flere sider vist Meursius så megen opmærksomhed, at han i breve til sine hollandske venner udtalte sig om sit ophold i Danmark med tilfredshed. Kun hans teologiske kollega, ditmarskeren dr. Christianus Matthiæ, blev af konfessionelle grunde ubehagelig imod ham. Men da Meursius havde støtte hos de højeste myndigheder, måtte modstanderen holde inde med sine angreb. Til Holger Rosenkrantz vedblev Meursius at stå i det venligste forhold. Han var en vejleder for sin velynders sønner under deres studier ved Sorø Akademi, og når unge mænd, som Rosenkrantz interesserede sig for, rejste til udlandet, forsynede Meursius dem med anbefalinger til sine lærde venner.
I sin egenskab som dansk Historiograf udgav Meursius 1630 Historia Danica de prioribus tribus familiæ Oldenburgicæ regibus (i 4°) og 1638 to bind i folio, der indeholdt historien fra de ældste tider indtil Christian 1.s tronbestigelse. I stilistisk henseende vandt arbejdet kenderes bifald, men ellers har det ikke selvstændig betydning, bl.a. som en følge af, at Meursius ikke lærte ordentlig dansk. Virkelig historisk værd fik Værket først 100 år efter, da Hans Gram forsynede det med sine grundlærde rettelser og tillæg. Hans Svanings latinske danmarkshistorie, der henlå i manuskript, har været Meursius' vigtigste kilde. I sin sidste levetid arbejdede han på
Frederik 1.s og Christian 3.s historie, men kom ikke til ende dermed, da han døde 20. september 1639. Gram sørgede dog senere for udgivelsen af, hvad han havde efterladt, også hans brevveksling, i den pragtfulde udgave af Meursius' værker (Opera omnia), der i 12 foliobind besørgedes af Johannes Lamius (Firenze 1746ff.).
Meursius havde 24. april 1612 ægtet Anna Catharina van Bilderbeeck, datter af Hendrik van Bilderbeeck, diplomatisk agent for generalstaterne. Hun overlevede sin mand med sønnen Johannes van Meurs og en datter. Sønnen (født 1613) udgav i årene nærmest efter faderens død flere lærde småskrifter, hvorved han syntes at ville træde i det fædrene fodspor. Nogen ansættelse vides han dog ikke at have fået; derimod giftede han sig med en dansk adelig jomfru, Karen Harbou, datter af Christen Harbou til Holris og Birgitte Mund, men da han døde tidlig og i ringe kår, måtte hans enke og arvinger 1648 frasige sig arv og gæld.

## Meursius' filologiske arbejder
Meursius var så at sige opammet med latin og græsk, og man skulle have ventet vidundere af ham som filolog. I sit 12. år holdt han en tale på latin, i sit 13. skrev han et digt på græsk, i sit 16. gav han en kommentar til Lycophrons overmåde dunkle og vanskelige digt og næste år til Theokrit. Han arbejdede også særdeles flittigt og leverede udgaver af forskellige latinske og græske (deriblandt også flere byzantinske) forfattere samt behandlinger af mange forskellige spørgsmål inden for Grækenlands antikviteter og litteraturhistorie m.m. Men hans hele lærdom, særlig som den viser sig i hans antikvariske stofsamlinger, var konfus og ukritisk, og man har ikke meget udbytte af at bruge hans skrifter. Af disse udgav han under sit ophold i Danmark Solon sive de ejus vita, legibus, dictis atqve scriptis (1632) og Regnum Atticum (som udkom i Amsterdam 1633); desuden har han vist her samlet materialier til flere andre, der først synes at være udgivne efter hans død. Størstedelen af disse findes samlede i Jakob Gronovius' Thesaurus antiqvitatum Græcarum (1697-1702).